# Gaweinstal
Gaweinstal osztrák mezőváros Alsó-Ausztria Mistelbachi járásában. 2021 januárjában 4022 lakosa volt. 

## Elhelyezkedése

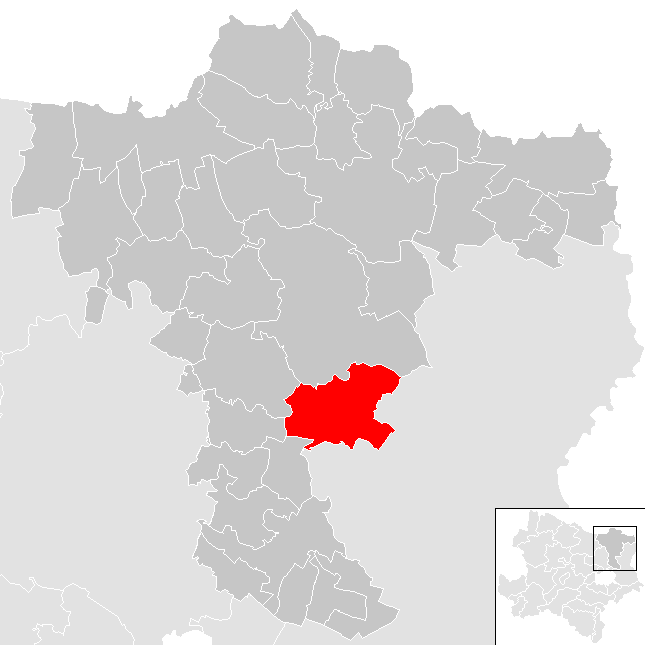
Gaweinstal a Mistelbachi járásban

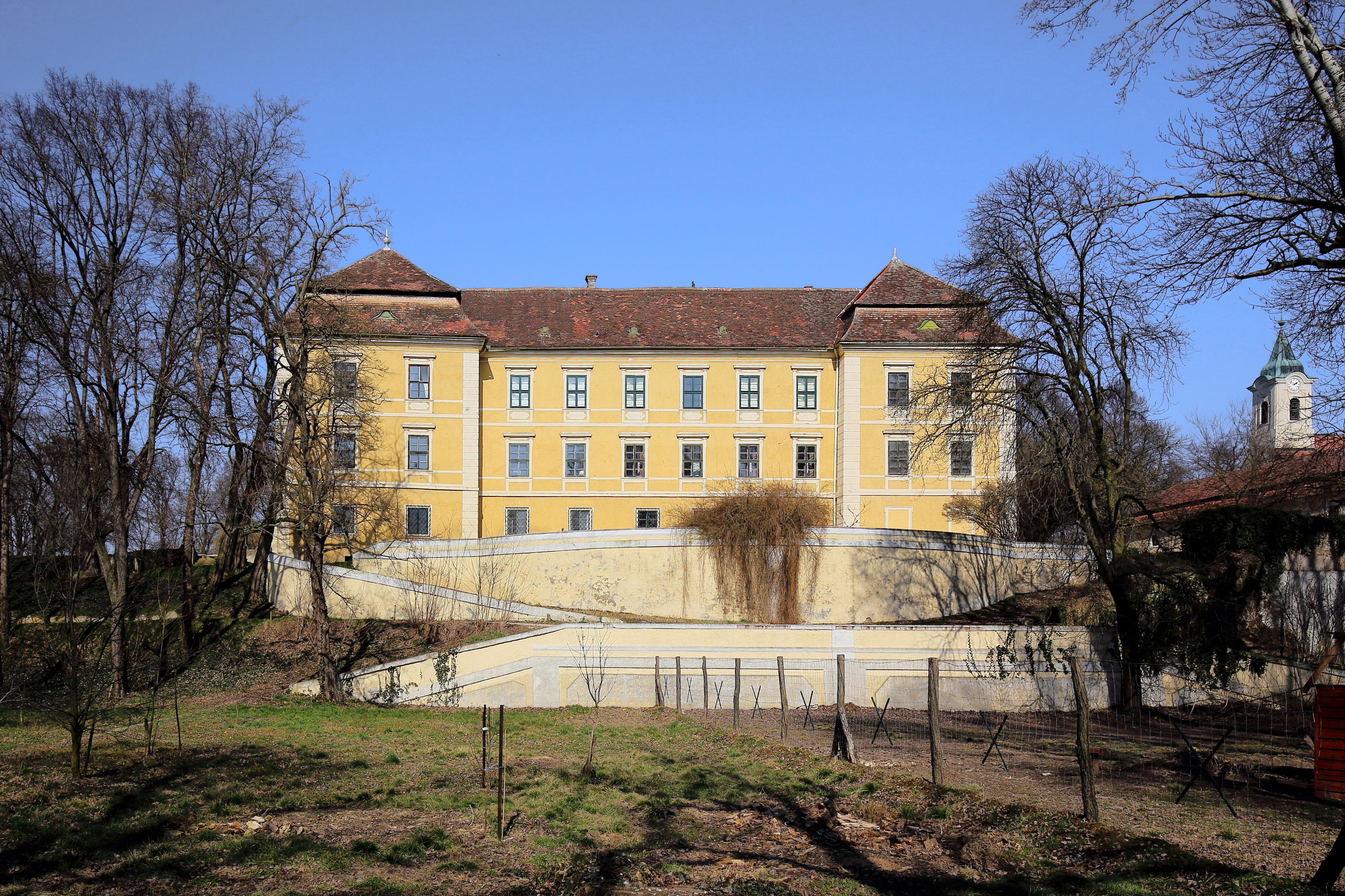
A pellendorfi kastély

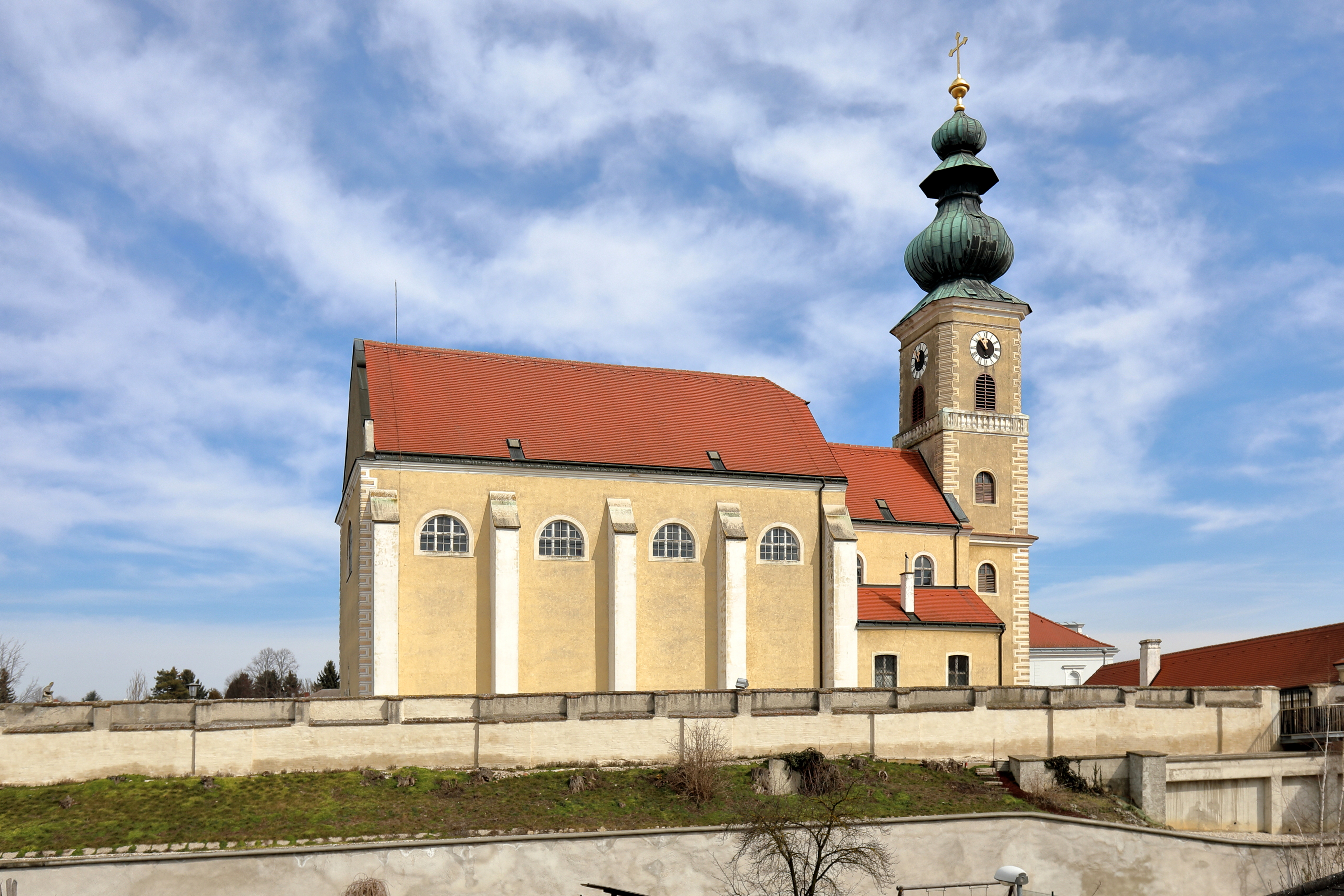
A Szt. György-plébániatemplom

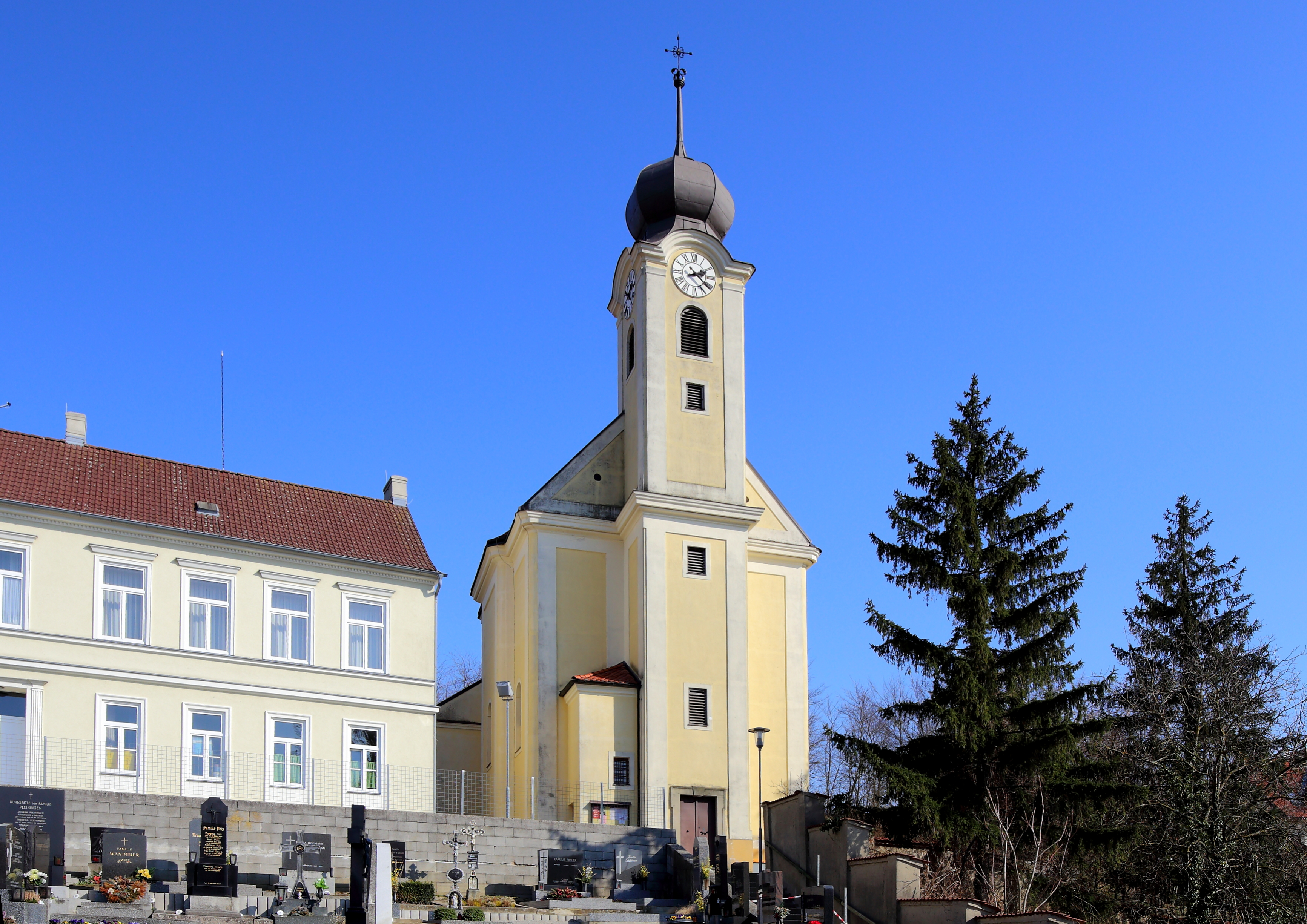
A Szt. Lőrinc-plébániatemplom

Gaweinstal a tartomány Weinviertel régiójában fekszik a Weinvierteli-dombságon, kb. 25 km-re északkeletre Bécstől. Legfontosabb folyóvize a Goldbach patak. Területének 10,4%-a erdő, 75% áll mezőgazdasági művelés alatt. Az önkormányzat 6 települést, illetve településrészt egyesít: Atzelsdorf (306 lakos 2021-ben), Gaweinstal (1683), Höbersbrunn (309), Martinsdorf (275), Pellendorf (446) és Schrick (1003).
A környező önkormányzatok: délnyugatra Hochleithen, nyugatra Kreuzstetten, északnyugatra Ladendorf, északra Mistelbach, északkeletre Sulz im Weinviertel, keletre Hohenruppersdorf, délkeletre Matzen-Raggendorf, délre Bad Pirawarth.

## Története
A település eredeti neve Gaunersdorf volt. 1914-ben kérelmezték átnevezését Schottenkirchenre vagy Rudolfsthalra, de a tartományi kormányzat ezt elutasította. Három évvel később az újabb kérésre engedélyezték a Gaweinstal név felvételét.
A Gaunersdorfot 1050 körül alapították és sokáig három különálló, külön irányított településből állt: Markt-, Aigen- és Wieden-Gaunersdorfból. Első írásos említése 1207-ből származik egy oklevél tanúja, egy bizonyos Rapov von Gunisdorf nevében. Első névről ismert papja, bizonyos Chunrad 1281-ben vonult vissza szolgálatából. 1360-ban IV. Rudolf főherceg mezővárosi jogokat adományozott Gaunersdorfnak: saját bírósága lehetett és vásárt tarthatott.  
A reformáció után a lakosság jelentős része protestánssá vált, ami állandó konfliktusforrást jelentett a katolikusokkal. 1571-ben a bíró és néhány polgár visszalopta a katolikus pap mezejéről a kötelezően fizetendő tizedet. 1574-ben már lutheránus lelkésze volt a közösségnek, ekkor viszont a bíró, a pap és több polgár segítségével áthaladó zsidó kelmekereskedőket fosztott ki. A kereskedőknek Bécsig kellett felmenniük a panaszukkal, mire a bírót és a papot elbocsátották, de a zsidók nem kapták vissza az árujukat. 1606-ban az ellenreformáció megindultával bebörtönözték a gaunersdorfi lutheránus lelkészt és ezentúl csak katolikus papja volt a helységnek. 
1621-ben a harmincéves háborúban a csehekkel szövetkező Bethlen Gábor erdélyi csapatai kifosztották és részben felégették Gaunersdorfot. 1645-ben a svéd Lennart Torstensson csapatai rabolták ki a mezővárost. 1670-ben Bécsből kiűzték a zsidókat, akiket gyújtogatással vádoltak. Egy részük ideiglenesen Gaunersdorfban talált menedéket, de hamarosan innen is kikergették őket és a 19. századig meg is tiltották letelepedésüket. 1682-ben és 1713-ban pestis sújtotta a mezővárost; 1704-ben és 1777-ben részben leégett. 
A napóleoni háborúk során ideiglenesen 500 francia hadifoglyot helyeztek el a településen, amelyet 1805 novemberében a franciák egy időre megszálltak. 1866-ban a porosz-osztrák háborúban a poroszok foglalták el a mezővárost. Az addig különálló három településrész 1900-ban közös önkormányzatként egyesült, melyet 1917-ben átneveztek Gaweinstalra. Az első világháborúban frontjain 54 helybeli esett el.
Az önkormányzat mai formájában 1972-ben jött létre Atzelsdorf, Gaweinstal, Höbersbrunn, Martinsdorf, Pellendorf és Schrick községek egyesülésével. 

## Lakosság
A gaweinstali önkormányzat területén 2021 januárjában 4022 fő élt. A lakosságszám 1910-ben érte el a csúcspontját 4312 fővel, 1971-ig csökkenő tendenciát mutatott, majd ismét gyarapodásnak indult. 2019-ben az ittlakók 91,5%-a volt osztrák állampolgár; a külföldiek közül 0,8% a régi (2004 előtti), 2,7% az új EU-tagállamokból érkezett. 4,1% az egykori Jugoszlávia (Szlovénia és Horvátország nélkül) vagy Törökország, 0,9% egyéb országok polgára volt. 2001-ben a lakosok 85,6%-a római katolikusnak, 1,5% evangélikusnak, 4,9% mohamedánnak, 6,4% pedig felekezeten kívülinek vallotta magát. Ugyanekkor 9 magyar élt a mezővárosban; a legnagyobb nemzetiségi csoportokat a németek (91,9%) mellett a horvátok (2,7%) és a szerbek (1,2%) alkották. 
A népesség változása:

| 2016 | 3 860 |
| 2018 | 3 947 |

## Látnivalók
- a pellendorfi kastély
- a gaweinstali Szt. György-plébániatemplom
- a höbersbrunni Szt. Lőrinc-plébániatemplom
- a martinsdorfi Szt. Márton-plébániatemplom
- a schricki Szt. Margit-plébániatemplom
- az atzelsdorfi kápolna

## Fordítás
- Ez a szócikk részben vagy egészben  a   Gaweinstal című német Wikipédia-szócikk ezen változatának fordításán alapul.  Az eredeti cikk szerkesztőit annak laptörténete sorolja fel. Ez a jelzés csupán a megfogalmazás eredetét és a szerzői jogokat jelzi, nem szolgál a cikkben szereplő információk forrásmegjelöléseként.